# Datura discolor
Datura discolor, el manzano del desierto o pequeña datura, es una especie herbácea anual perteneciente a la familia de las solanáceas. Es nativa del desierto de Sonora en el oeste de Norteamérica, donde crece en suelo arenoso.   

## Descripción
Es un arbusto vertical y de baja altura que puede llegar a 120 cm de altura. Su follaje es de color verde claro y sus tallos tienen notables rayas moradas. Las hojas son ovaladas y pueden ser enteras o con dientes. Datura discolor tiene las flores más grandes que cualquier especie de Datura, lo cual la hace atractiva para el cultivo del jardín. Las flores se abren solo por una noche y se marchitan al día siguiente. La cápsula de su semilla es espinosa.

## Distribución y hábitat
Su distribución natural se extiende desde México al sureste de los Estados Unidos y las Antillas. Es una planta amante del sol, que se encuentra bien por debajo de los aleros salientes que pueden proteger sus flores de los daños por las lluvias.

## Toxicidad
Todas las partes de la planta contienen niveles peligrosos de veneno y puede ser fatal si es ingerido por los seres humanos u otros animales, incluyendo ganado y animales domésticos. En algunos lugares está prohibido comprar, vender o cultivar las plantas de Datura.
Todas las partes de la planta contiene una mezcla de alcaloides  potencialmente letales cuando se ingiere lo suficiente. 

## Taxonomía
Datura discolor fue descrita por Bernh. y publicado en Linnaea 8: Litt. Ber. 138, en el año 1833.
Datura ceratocaula fue descrita por Casimiro Gómez Ortega y publicado en  Novarum, aut Rariorum Plantarum Horti Reg. Botan. Matrit. Descriptionum Decades 11, en el año 1797.
Etimología
Datura: nombre genérico que  proviene del hindi dhatūrā ("manzana espinosa") por el aspecto de los frutos, latinizado. El nombre se utilizaba ya en sánscrito.
discolor: epíteto [[la<tin]]o que significa "con dos colores"
Sinonimia
- Datura thomasii Torr.
- Datura meteloides DC. ex Dunal[5]